# Koichi Hashigaito
Koichi Hashigaito (橋垣戸 光一 Hashigaito Koichi?, nacido el 30 de marzo de 1982 en Nara) es un exfutbolista japonés. Jugaba de defensa y su último club fue el Nara Club de Japón.

## Trayectoria

### Clubes
| Club        | País  | Año         |
| ----------- | ----- | ----------- |
| Gamba Osaka | Japón | 2000 - 2001 |
| Ehime FC    | Japón | 2006        |
| Tonan Club  | Japón | 2007        |
| FC TIAMO    | Japón | 2008        |
| Nara Club   | Japón | 2008 - 2017 |